# Begraafplaats

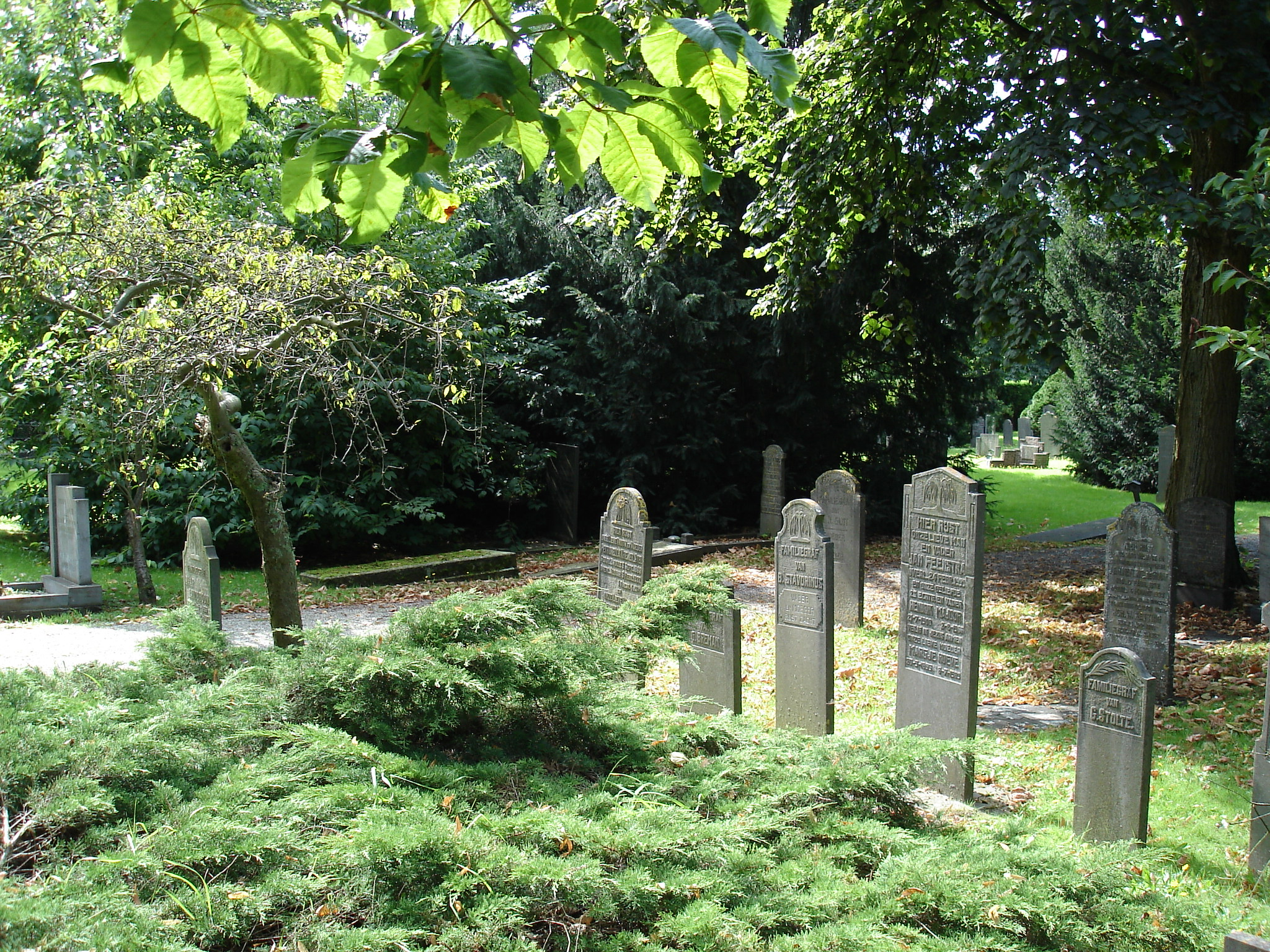
19e-eeuwse begraafplaats Meppelerstraatweg te Zwolle

Een begraafplaats is een besloten gebied waar lichamen van overledenen worden begraven. Ook worden op begraafplaatsen urnen met as van gecremeerde lichamen begraven. Op natuurbegraafplaatsen zijn de graven niet op de traditionele wijze ingericht, maar los verspreid zonder grafsteen, vaak in een natuurgebied.
Een begraafplaats wordt ook wel een kerkhof genoemd, omdat een begraafplaats in de christelijke traditie veelal werd aangelegd in de hof (= tuin of erf) van de kerk. 
Bij een begraafplaats bevindt zich meestal een aula met begroetings- of afscheidsruimte waar de laatste eer bewezen wordt aan de overledene vlak voor de eigenlijke begrafenis. Er kan ook een crematorium zijn in het gebouw van de aula, waar overledenen gecremeerd kunnen worden.

## Begraafplaatsen in België
In België werden belangrijke personen vaak in de kerk begraven. Gewone lieden kwamen op het kerkhof terecht. Een decreet van keizer Jozef II van 26 juni 1784  veranderde deze traditionele begrafenisgebruiken radicaal. Het bijzetten van de (vooral elitaire) doden in om het even welk religieus gebouw werd officieel verboden. In de steden moesten de kerkhoven aangelegd rond de bidplaatsen om hygiënische redenen verdwijnen. Voortaan zouden de nieuwe begraafplaatsen in dunbevolkte gebieden buiten het stadscentrum aangelegd worden.
Zo ontstonden rond Gent drie begraafplaatsen. Het bekende Campo Santo te Gent is in wezen het kerkhof van Sint-Amandsberg.
In België gebruikt men ook grafzerken voor op de begraafplaats te zetten met daarop de naam van de overledene en de geboorte -en sterftedatum. Men plaatst eventueel ook foto's op deze grafzerk.

## Begraafplaatsen in Nederland
Begraafplaatsen zijn vaak niet meer in de nabijheid van kerken te vinden. Overigens is een kerkgenootschap volgens artikel 38 van de Nederlandse Wet op de lijkbezorging nog altijd gerechtigd tot het hebben van een of meer kerkelijke begraafplaatsen.
Een van de oudste nog steeds in gebruik zijnde begraafplaatsen in Nederland is Begraafplaats Oud Eik en Duinen in Den Haag. Deze begraafplaats wordt al in de 14e eeuw als parochiekerkhof in documenten genoemd. Veel nog steeds bestaande begraafplaatsen in grote en middelgrote gemeenten dateren uit de jaren 1830-1840, toen wettelijk was bepaald dat begraafplaatsen buiten de bebouwde kom moesten worden aangelegd. Een van de bekendste door particulieren gestichte begraafplaatsen is Westerveld te Driehuis.
In totaal heeft Nederland ruim 4.500 begraafplaatsen.

### Soorten graven

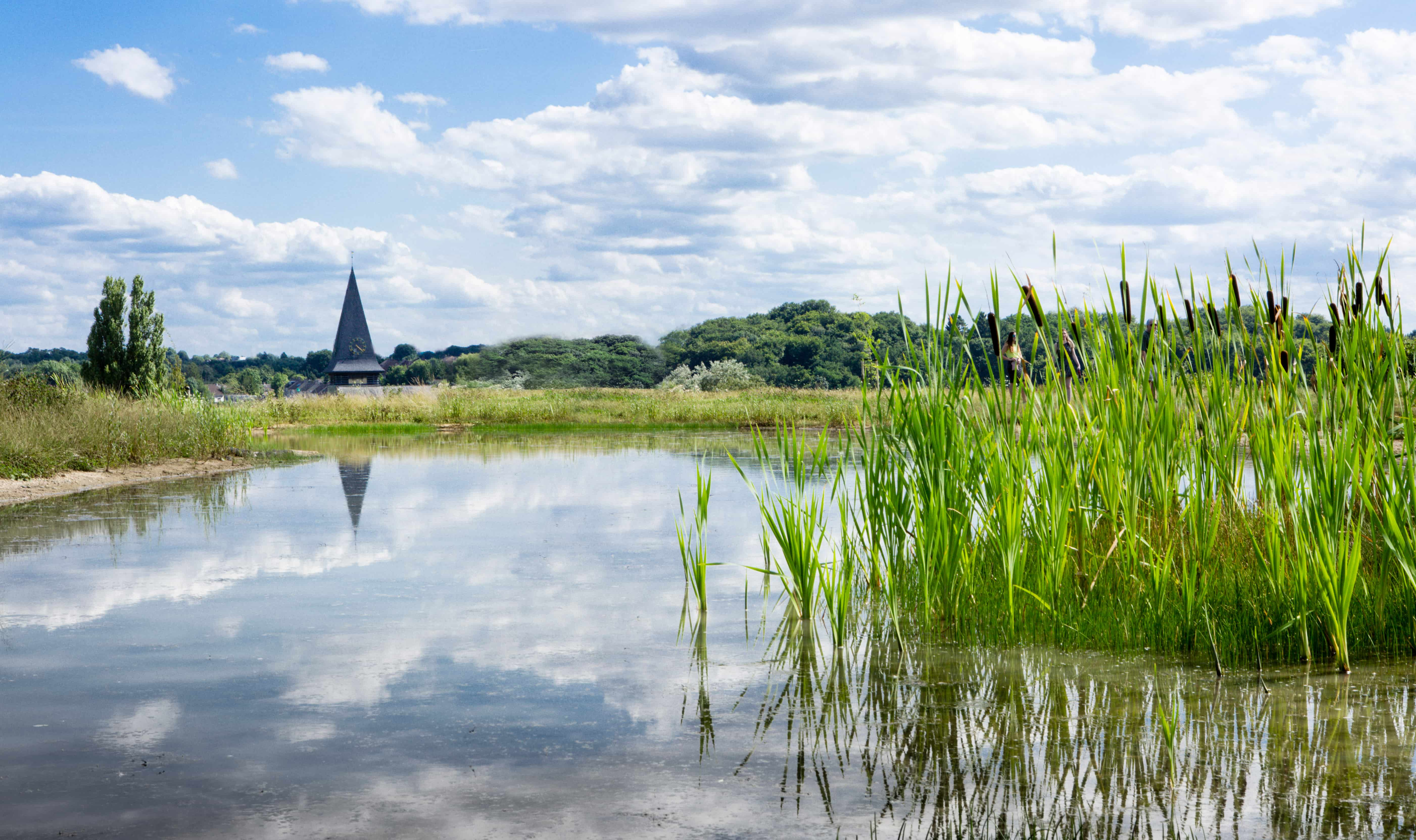
Eeuwige grafrust op Natuurbegraafplaats Eygelshof

Algemeen grafEen algemeen graf is een graf waar een overledene zonder nabestaanden en eigen vermogen in wordt begraven. Het begraven gebeurt in opdracht van de gemeente.
HuurgrafIn een huurgraf wordt het lichaam van de overledene begraven voor 20 jaar. Deze periode kan soms worden verlengd door de nabestaanden. Als de tijdsduur verlopen is, kan het graf worden geruimd. De resten van het lichaam worden bijgezet in een verzamelgraf (ofwel knokkelgraf of knekelput). Op sommige begraafplaatsen wordt in dit graf daarna een ander begraven. Ook is het vaak mogelijk om na de periode van grafrust (10 jaar) de stoffelijke resten te laten verplaatsen naar bijvoorbeeld een eigen graf.
Familie- of koopgrafEen familiegraf is soms voor onbepaalde tijd, maar meestal is de huur voor 30 jaar, soms 40 jaar (de periode kan per gemeente verschillen). Na een huurperiode heeft men het recht om de huur steeds met 10 jaar te verlengen. In Vlaanderen kan de gemeenteraad grafconcessies verlenen. De altijddurende concessies zijn sinds de wet van 20 juli 1971 omgezet in concessies die om de vijftig jaar, en zonder vergoeding, hernieuwd kunnen worden.
Graf op eigen landSinds de Wet op de lijkbezorging van 1991 is het mogelijk om een graf op eigen land te maken. Hiervoor moet de gemeente toestemming verlenen en dient aan een aantal voorwaarden te worden voldaan.
Eeuwige grafrustOp veel Natuurbegraafplaatsen is het mogelijk om gebruik te maken van een eeuwige rustplaats. De gedachte is dat het lichaam wordt teruggeven aan de natuur en dat die natuur het graf tot in alle eeuwigheid blijft verzorgen. Nabestaanden hoeven het graf niet te verzorgen en worden ook niet belast met latere financiële verplichtingen.
PraalgrafEen praalgraf is een grafmonument, gemaakt door een kunstenaar voor belangrijke personen of leden van het Koninklijk Huis. Het onderscheidt zich van een gewoon grafmonument door de ligging in een crypte of kerk.

## Dierenbegraafplaatsen

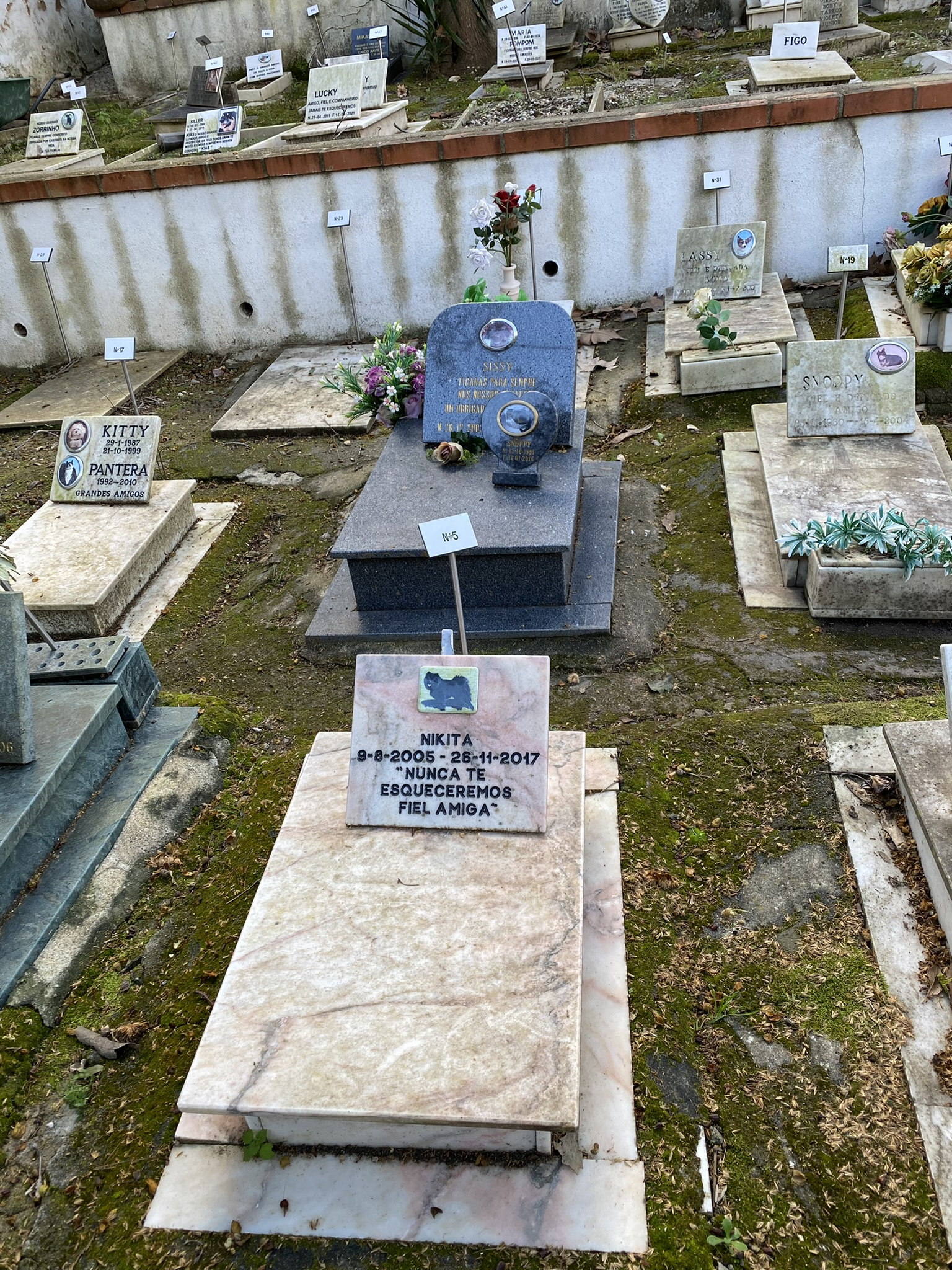
Dierenbegraafplaats in Lissabon (2024)

Er zijn ook dierenbegraafplaatsen. De oudste ter wereld zou die in de Parijse voorstad Asnières uit 1898 zijn. Echter zijn dierenbegraafplaatsen waarschijnlijk al zo oud als de mensheid. Nederland kent tientallen dierenbegraafplaatsen. Hieromheen is een hele industrie ontstaan, van palliatieve zorg voor dieren tot speciale rouwcentra en uitvaarten.

## Toeristisch bezoek
Het toeristisch bezoeken van  begraafplaatsen wordt necrotoerisme of ook wel funerair toerisme of thanato-toerisme.

## Galerijen

### Begraafplaatsen

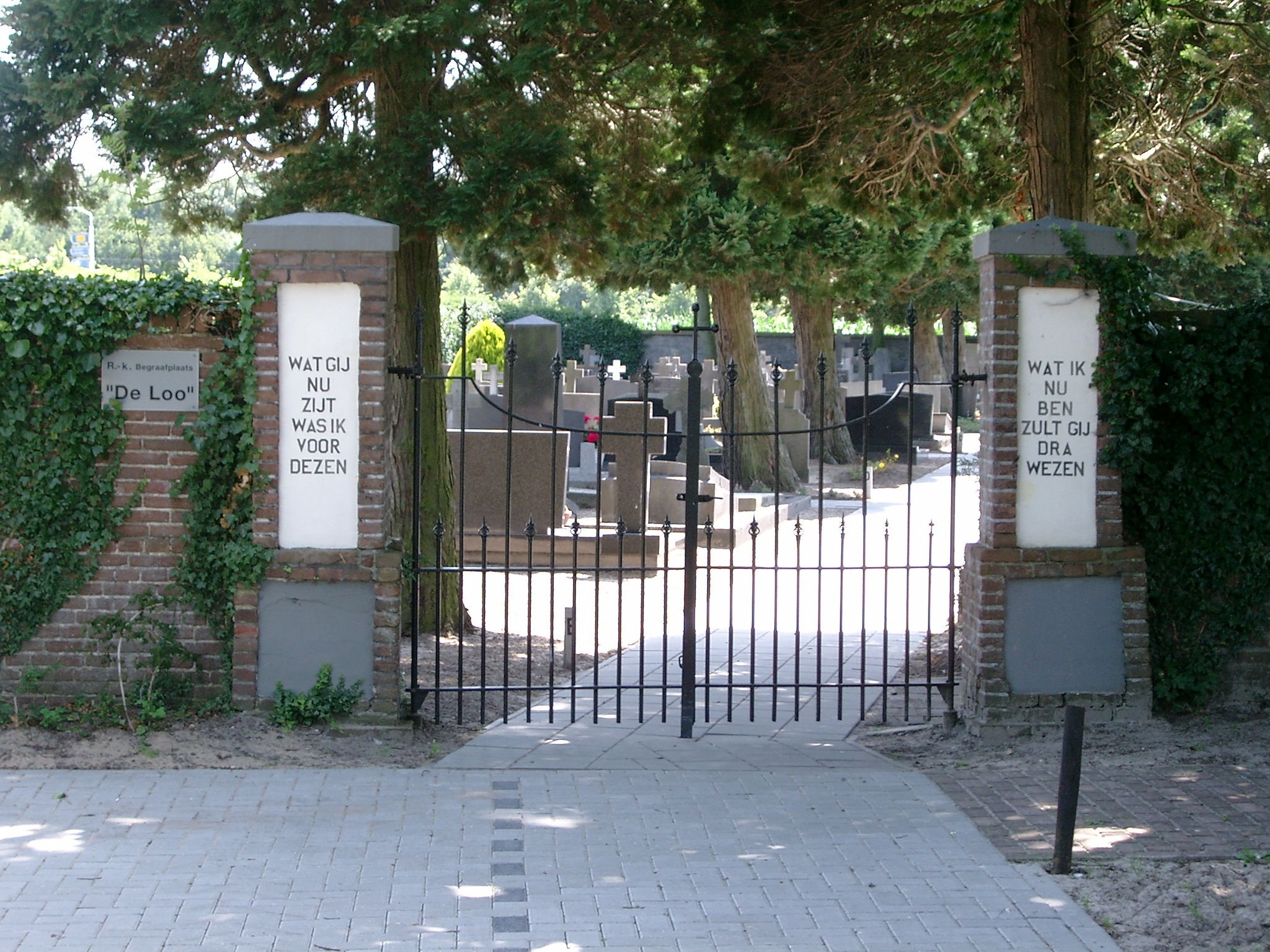
Ingang rooms-katholieke begraafplaats te Coevorden
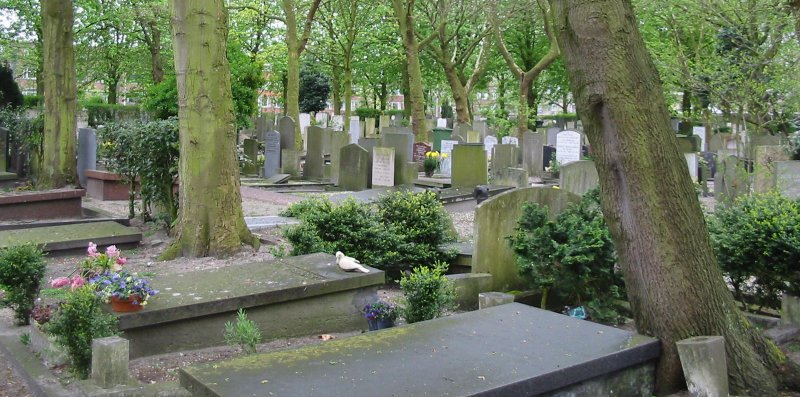
Begraafplaats in Den Haag
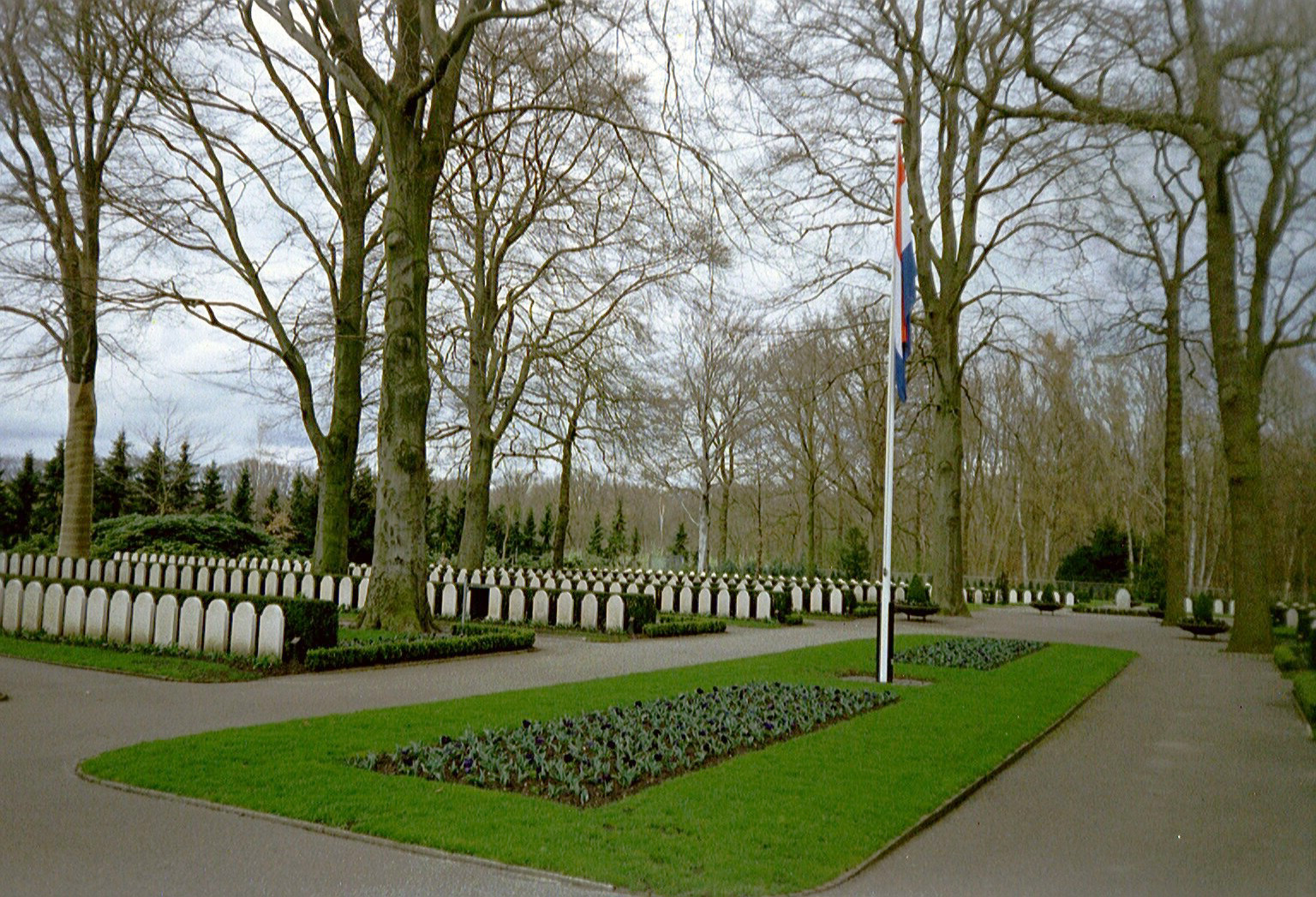
Militaire erebegraafplaats in Rhenen
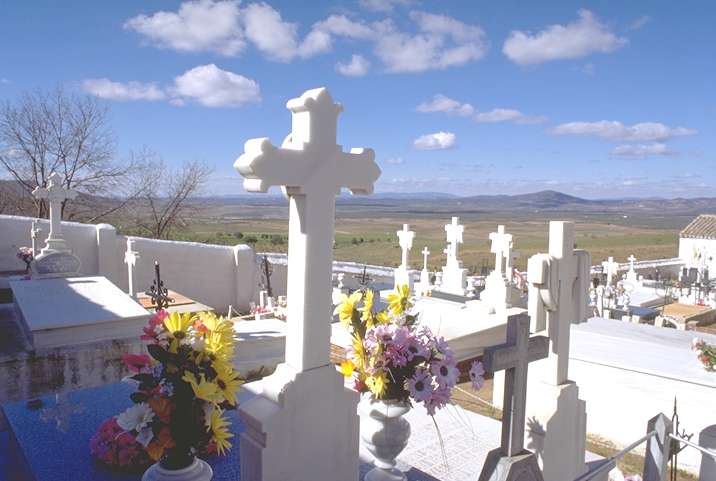
Spaanse begraafplaats
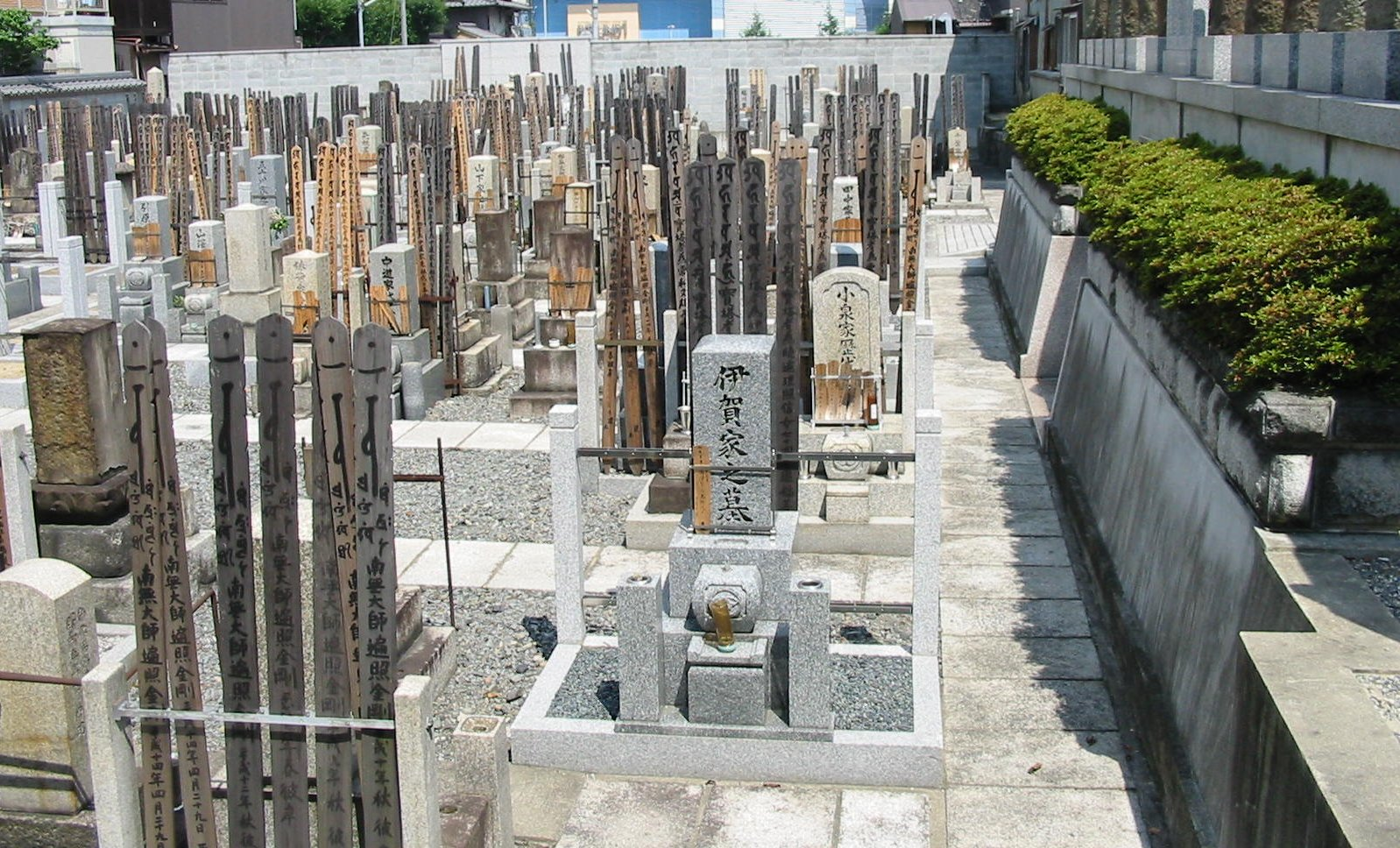
Begraafplaats in Kioto in het centrum van de stad
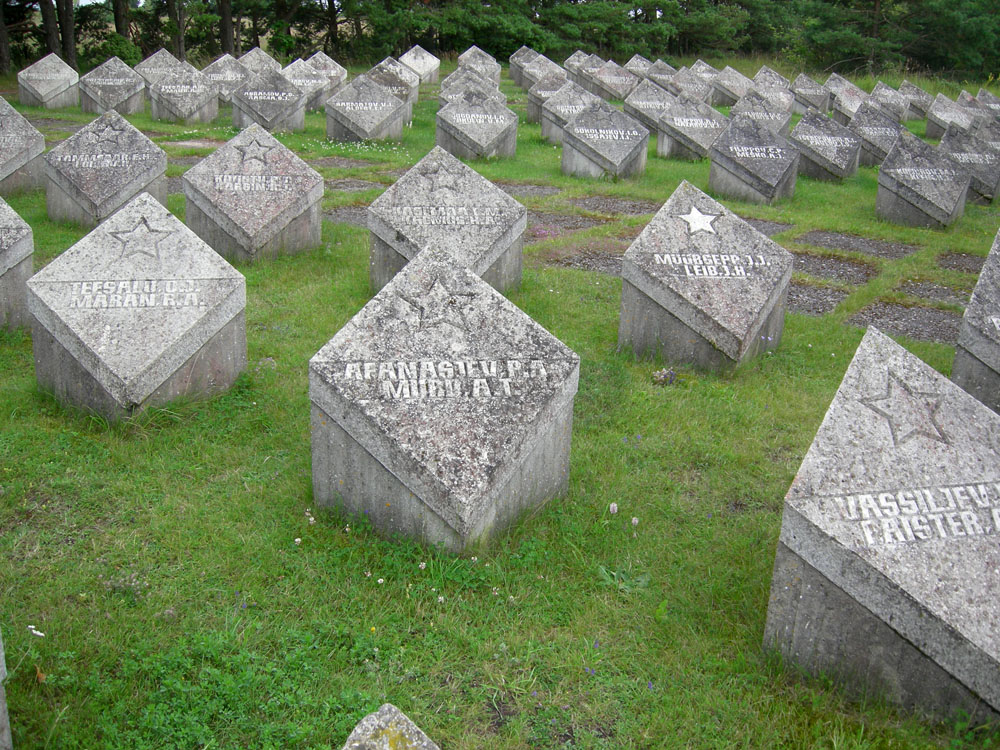
Graven van Sovjetmilitairen in Estland
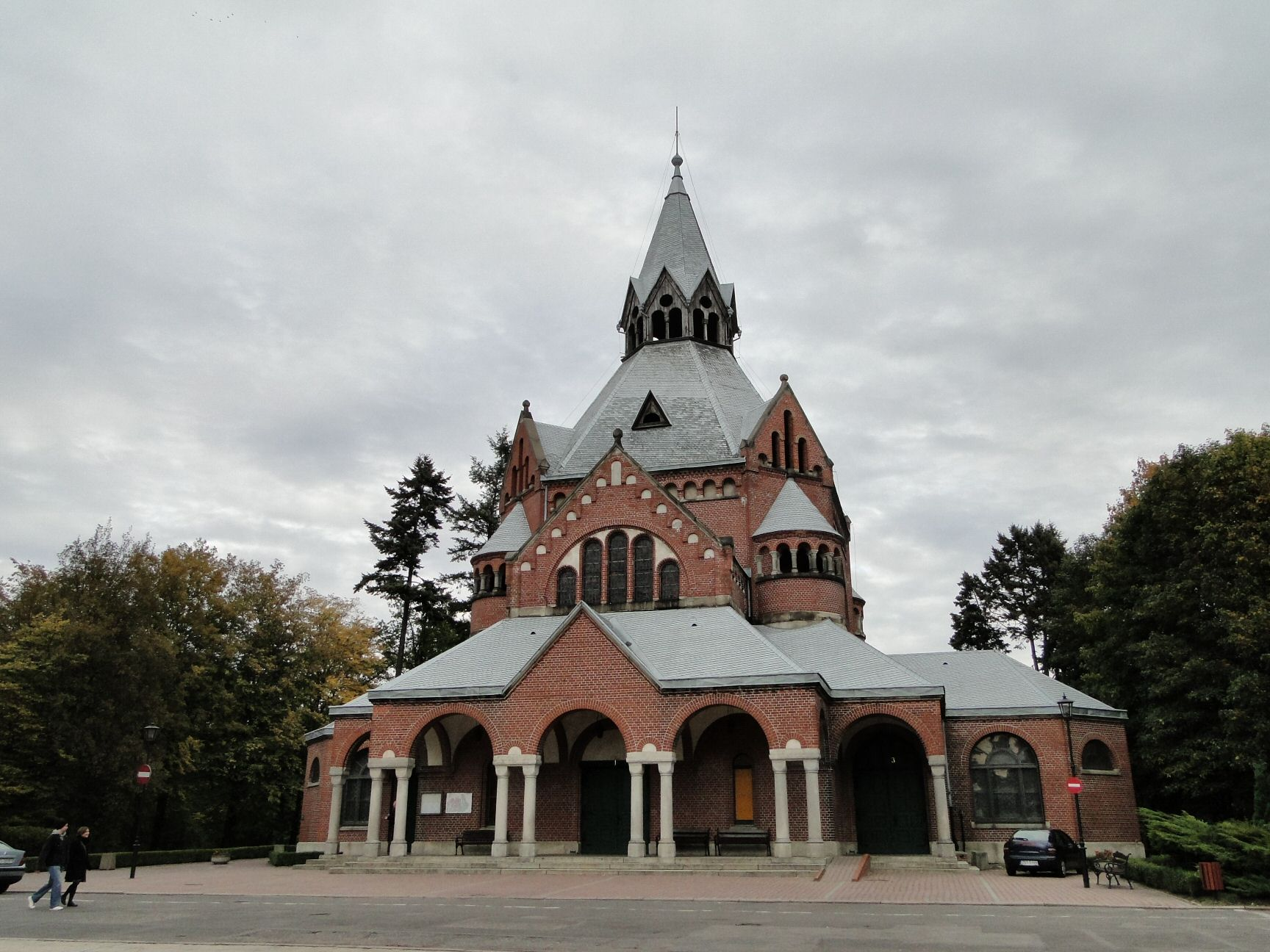
Toegangsgebouw begraafplaats in Szczecin, Polen
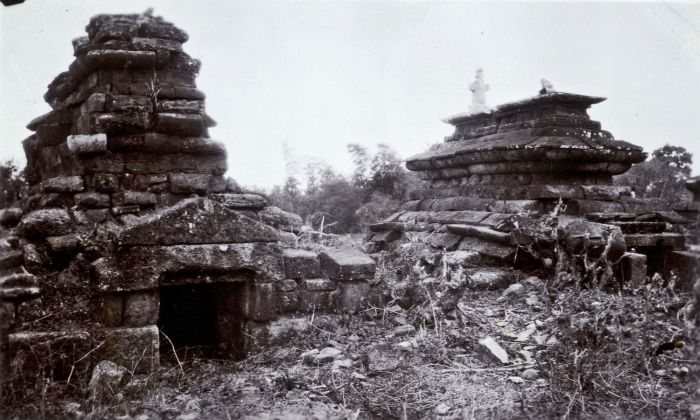
Begraafplaats van de vorsten van Goa
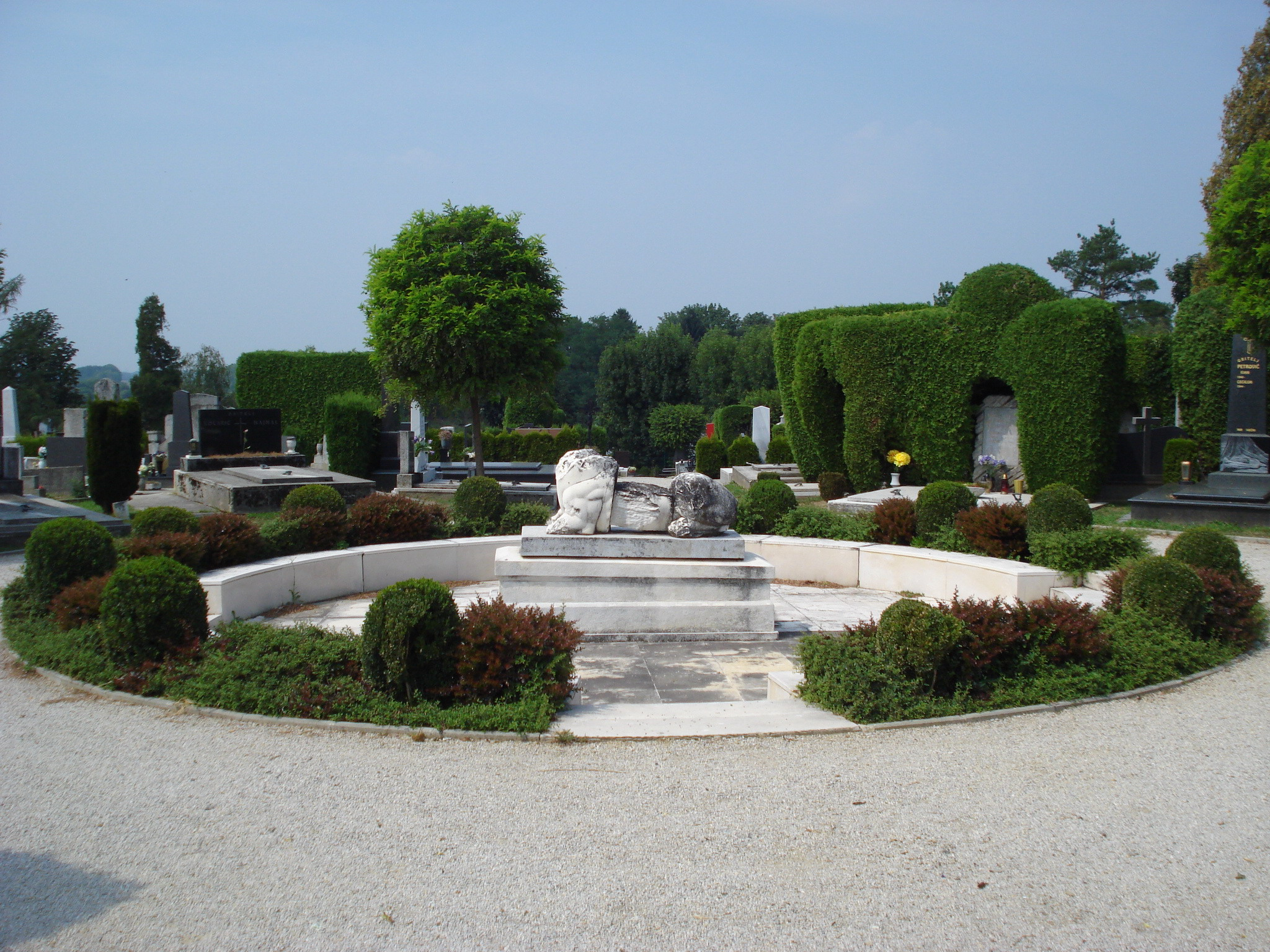
Begraafplaats in Čakovec, Kroatië
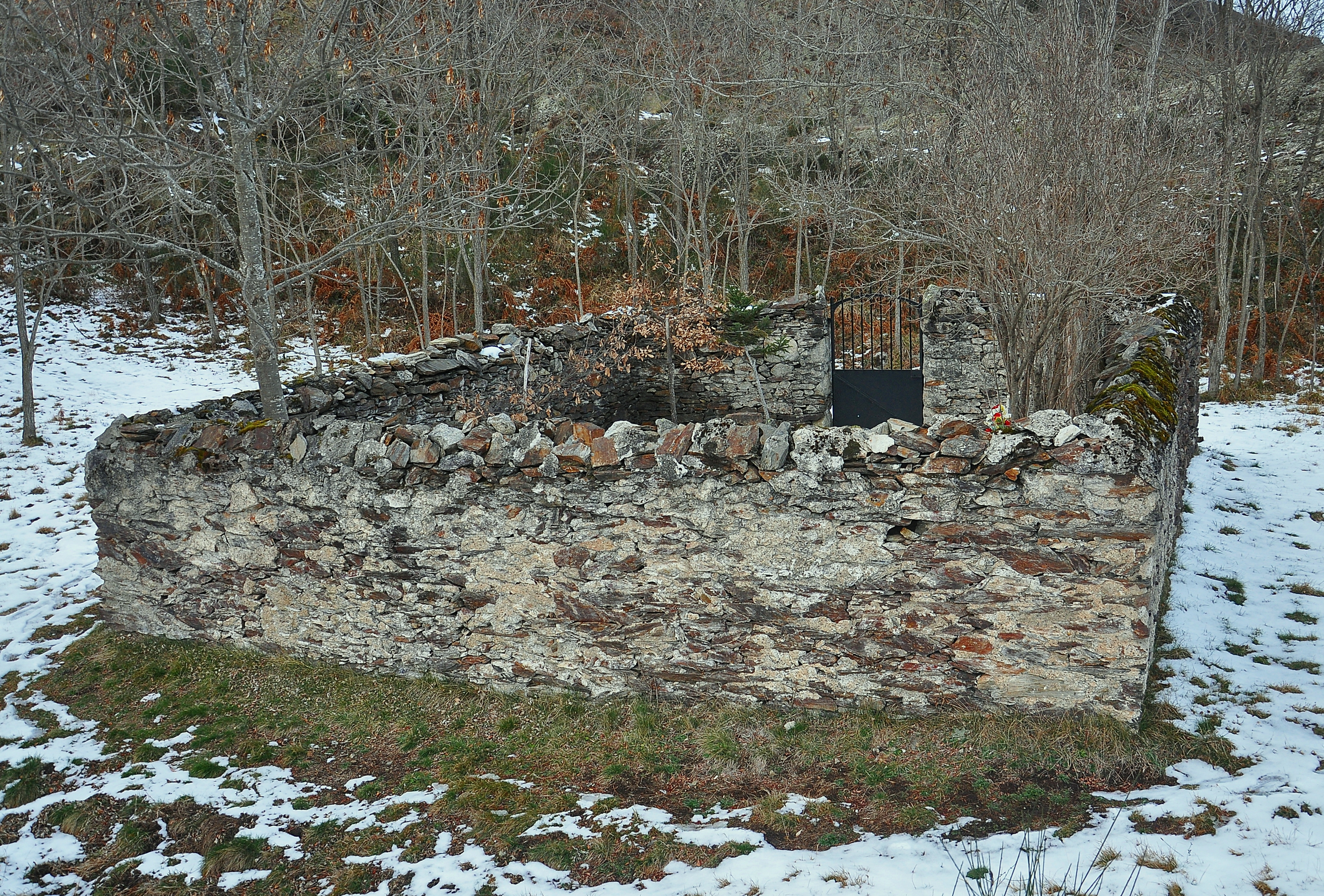
Een van de kleinste begraafplaatsen van de wereld: Teresa's burgerlijke begraafplaats in Bausen
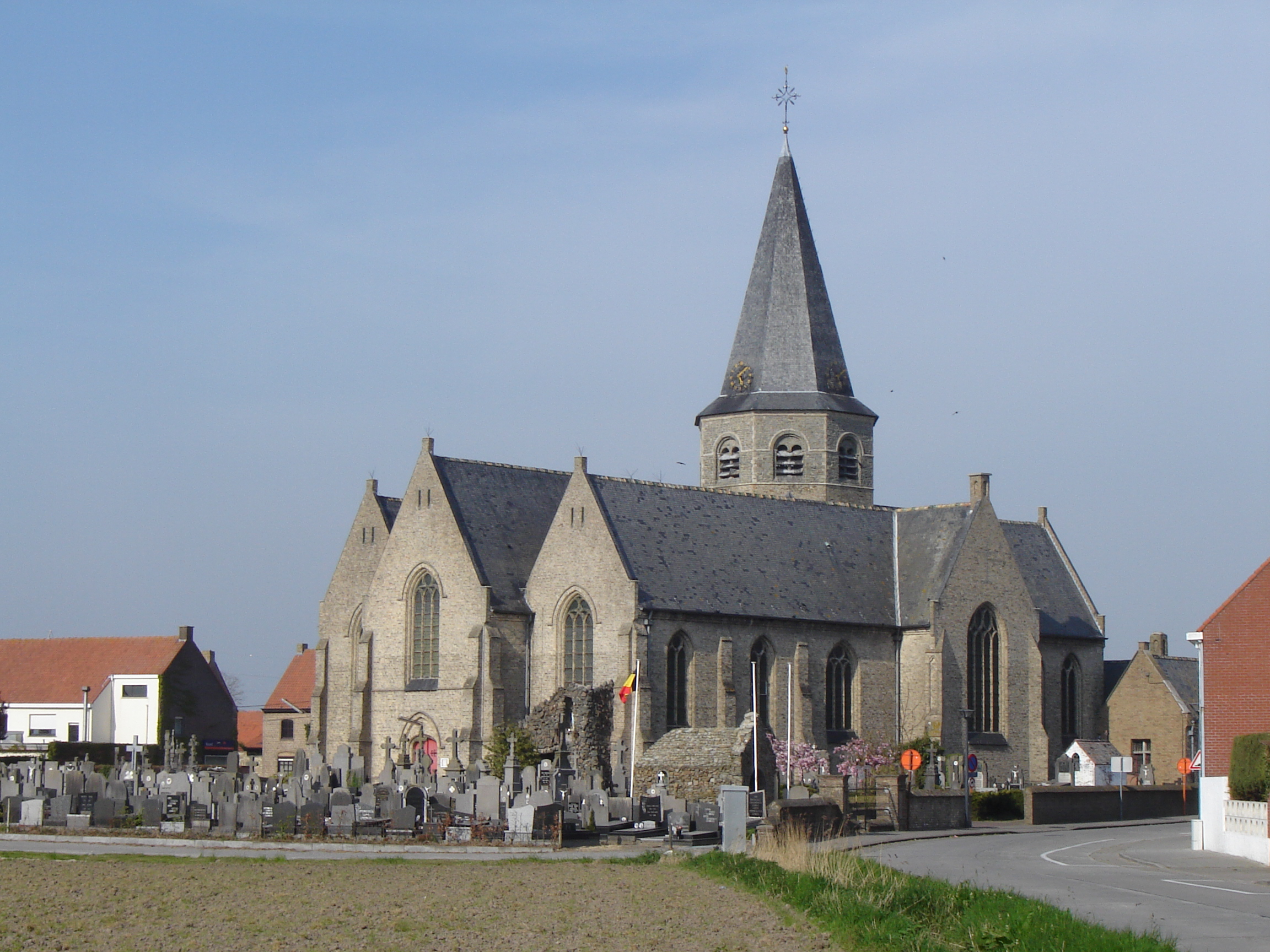
Kerkhof rond een kerk in Vladslo
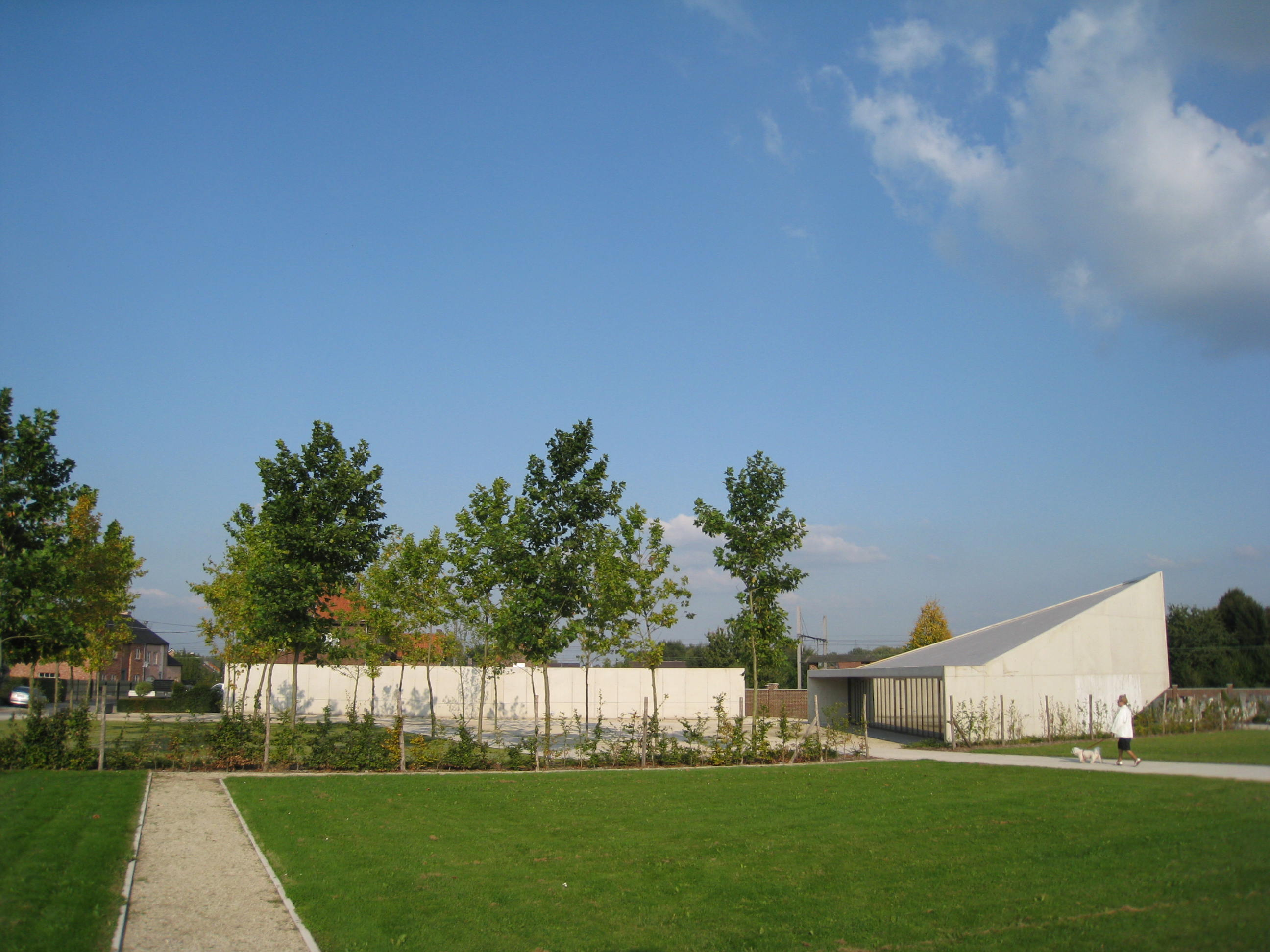
Kerkhofhuis (aula) aan de stedelijke begraafplaats te Bilzen, Belgisch-Limburg

### Historische begraafplaatsen

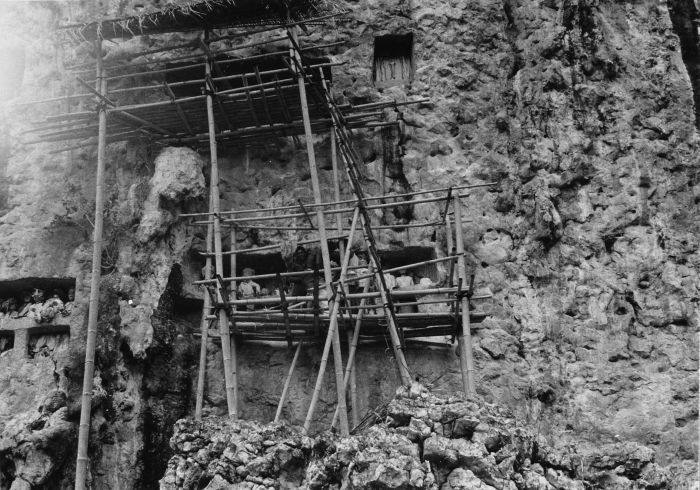
Galerij op de begraafplaats der vorsten van Sangalla met de tau-tau van de overleden familie van de vorst
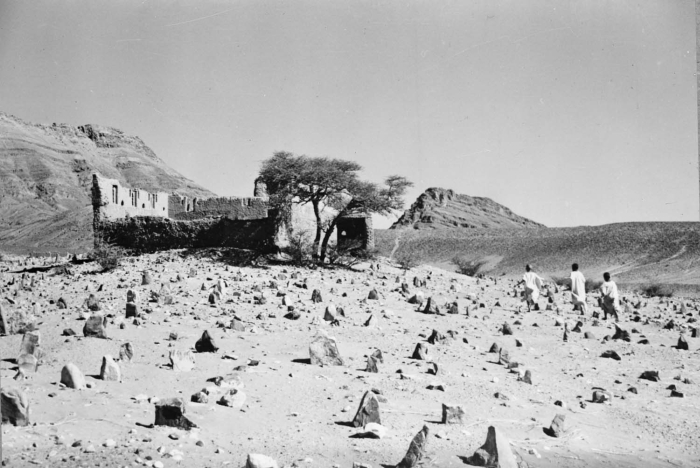
Begraafplaats met stenen en ruïne, Zagora
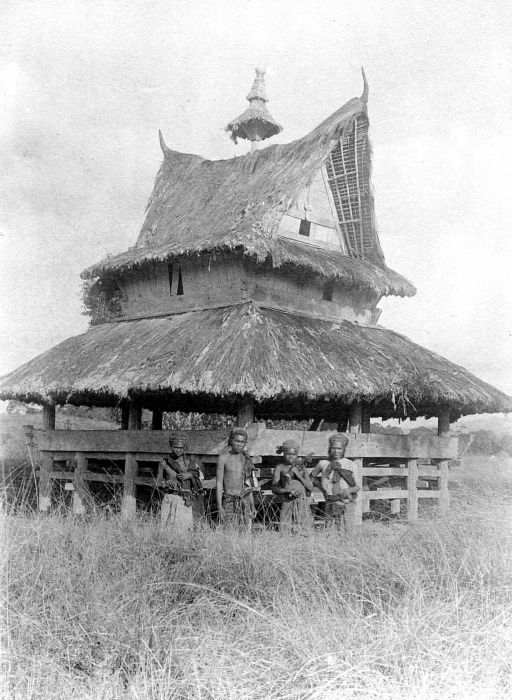
Begraafplaats van Sibajaks uit Kotaraja Batak Noord-Sumatra
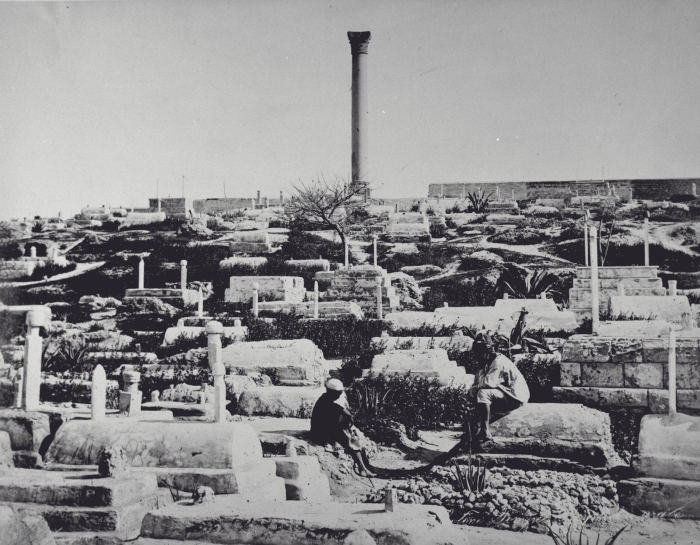
Begraafplaats bij de zuil van Pompeus in Alexandrië, 1870-1892
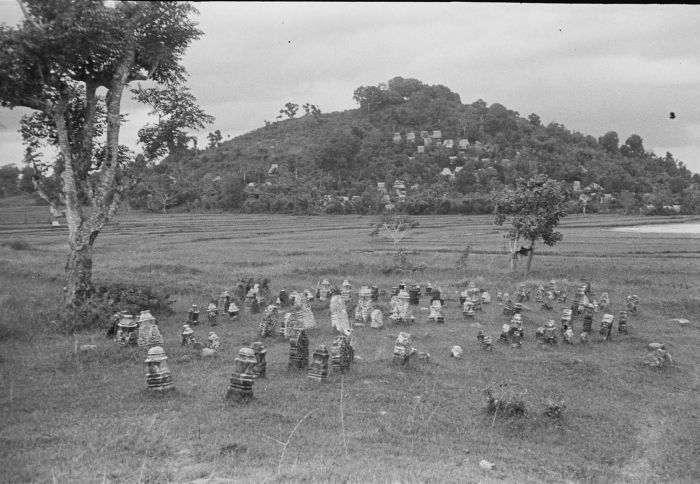
Begraafplaats bij een op een heuvel gelegen dorp op Lombok, 1949, collectie Wereldmuseum Amsterdam
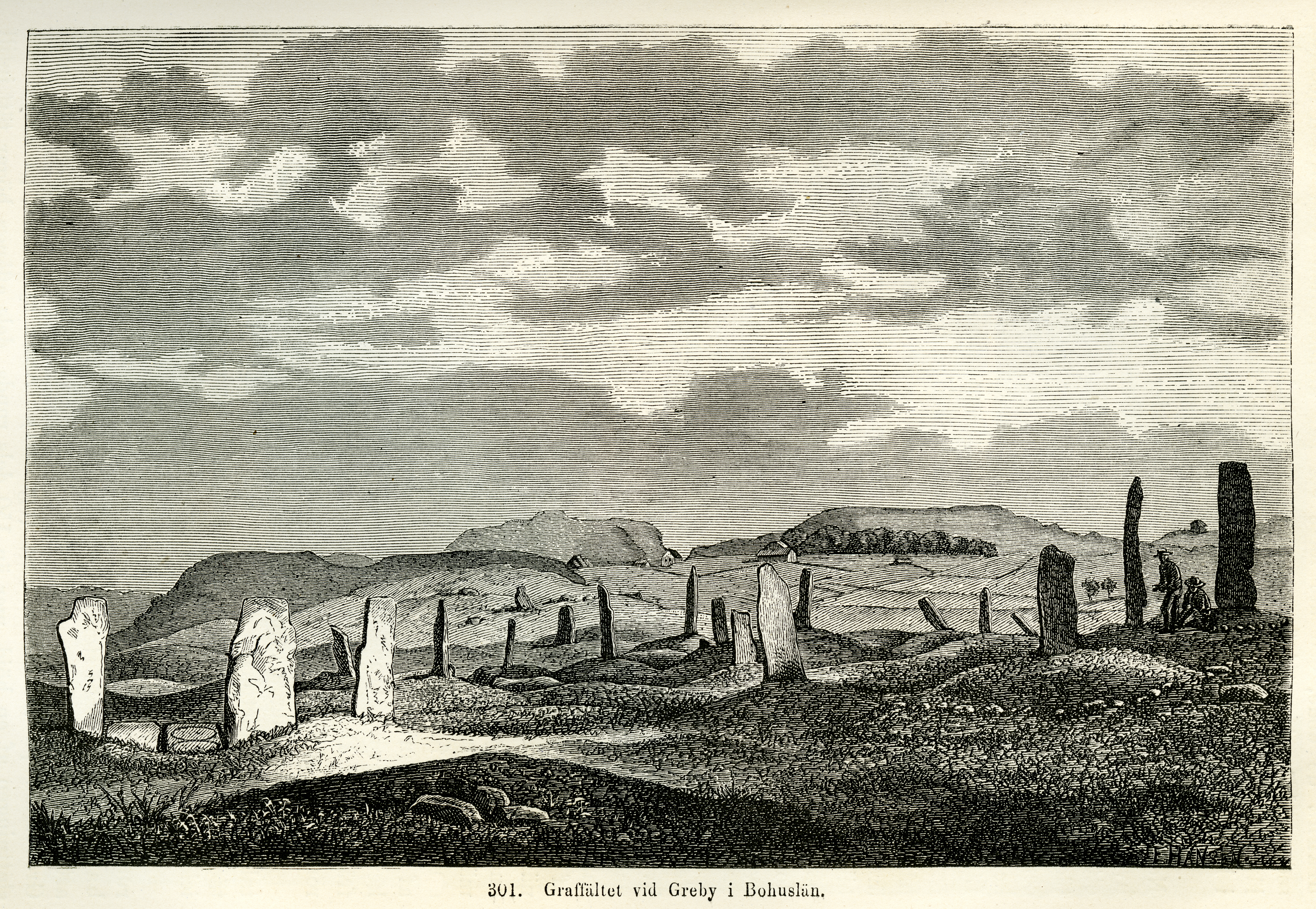
Begraafplaats bij Grebbestad
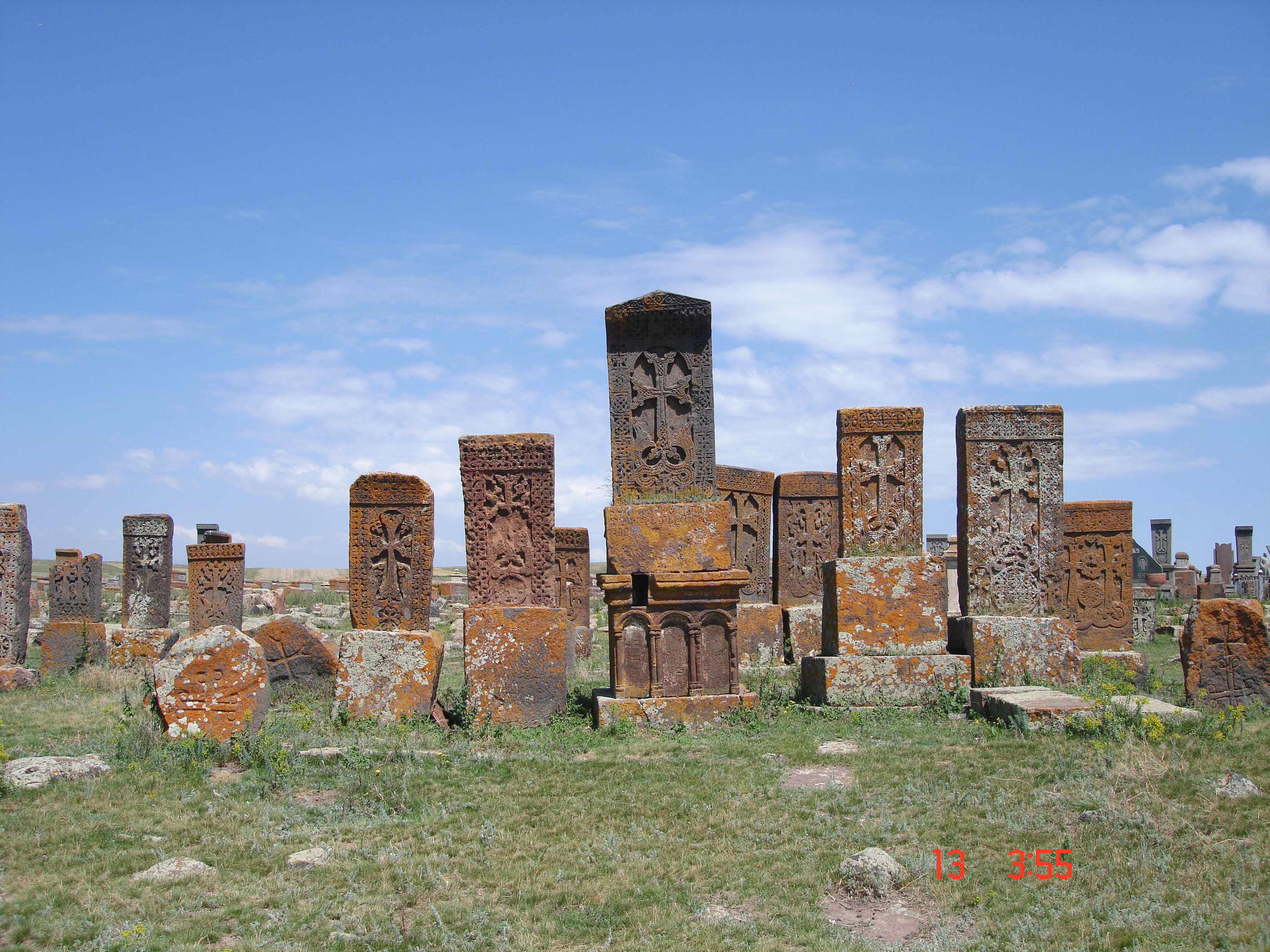
Er staan nog zo'n 900 chatsjkars op de begraafplaats Noratus